# Gettin' Down to It
Gettin' Down to It é o 28º álbum de estúdio do músico americano James Brown. O álbum foi lançado em maio de 1969 pela King Records. Um projeto de estimação de Brown, o álbum consistia em clássicos cantados no estilo jazz de Frank Sinatra, a quem Brown admirava grandemente. Além disso, contém duas composições do próprio Brown, "Cold Sweat" e uma versão instrumental de "There Was a Time", interpretadas no mesmo estilo.
Robert Christgau o classificou como "um álbum de baladas que poderia assustar a sombra de Ray Charles".

## Faixas
| Lado um |                                                          |         |  |
| N.º     | Título                                                   | Duração |  |
| 1.      | "Sunny" (Marva Whitney, vocais)                          | 3:17    |  |
| 2.      | "That's Life"                                            | 4:29    |  |
| 3.      | "Strangers in the Night"                                 | 3:26    |  |
| 4.      | "Willow Weep for Me"                                     | 4:39    |  |
| 5.      | "Cold Sweat"                                             | 5:02    |  |
| 6.      | "There Was a Time" (Kenny Poole e Lee Garrett, guitarra) | 2:58    |  |

| Lado dois |                                        |         |  |
| N.º       | Título                                 | Duração |  |
| 1.        | "Chicago"                              | 2:51    |  |
| 2.        | "(I Love You) For Sentimental Reasons" | 7:40    |  |
| 3.        | "Time After Time"                      | 4:48    |  |
| 4.        | "All the Way"                          | 3:40    |  |
| 5.        | "It Had to Be You"                     | 2:42    |  |
| 6.        | "Uncle" (Kenny Poole, guitarra)        | 2:35    |  |

## Músicos
- James Brown - vocais e produtor
- Dee Felice Trio:
  - Lee Tucker - baixo
  - Dee Felice - bateria
  - Frank Vincent - piano